# Новый мост (Санкт-Петербург)
Новый мост — автодорожный железобетонный рамный мост через реку Новую в Кировском районе Санкт-Петербурга.

## Расположение
Расположен в створе проспекта Ветеранов. 
Ниже по течению находится мост Бурцева.
Ближайшая станция метрополитена — «Проспект Ветеранов».

## Название
Название моста дано по наименованию реки Новой.

## История
Мост построен в 1968 году по проекту инженера «Ленгипроинжпроекта»  Р. Я. Розена и архитектора Л. А. Носкова.  Строительство осуществлял трест «Ленмостострой».

## Конструкция
Мост однопролётный железобетонный, трёхшарнирной рамной системы. Ригель рамы выполнен из сборных железобетонных элементов заводского изготовления, омоноличенных с устоями. «Ноги» рамы – из монолитного железобетона. Низ пролетного строения имеет криволинейное очертание нижнего пояса. По верху балки объединены железобетонной плитой проезжей части, включённой в работу главных балок. Устои моста из монолитного железобетона, на свайном основании. Откосы и конуса у моста укреплены железобетонными плитами. Расчетный пролёт моста 22,0 м. Общая длина моста составляет 24,5 м, ширина — 28,3 м (из них ширина проезжей части 18,0 м, ширина тротуаров: верхового 4,0 м, низового 6,34 м).
Мост предназначен для движения автотранспорта и пешеходов. Проезжая часть моста включает в себя 4 полосы для движения автотранспорта. Покрытие проезжей части и тротуаров — асфальтобетон. Тротуары отделены от проезжей части высоким парапетом в металлической рубашке. Перильное ограждение металлическое простого рисунка, на устоях завершается гранитными тумбами.